# Aleksandr Rogov
Aleksandr Rogov (n. 27 martie 1956, Putilkovo⁠(d), Q116258947⁠(d), RSFS Rusă, URSS – d. 1 octombrie 2004, Dzhubga⁠(d), Ținutul Krasnodar, Rusia) a fost un canoist ce a reprezentat Uniunea Republicilor Sovietice Socialiste, medaliat olimpic. A participat la o ediție a Jocurilor Olimpice (1976) în care a câștigat o medalie de aur.

## Participări
Lista de mai jos prezintă principalele competiții la care a participat Aleksandr Rogov de-a lungul carierei.
- canoeing at the 1976 Summer Olympics – men's C-1 500 metres[*]